# 楊進 (正統進士)
楊進（1404年—1463年），字曰俊，江西南昌府豐城縣人，民籍，治《詩經》，年四十五歲中式正統十三年戊辰科第三甲第七十九名進士。八月二十五日生，行三。由國子生中式應天府鄉試第四十八名舉人，會試中式第四十六名。

## 家族
曾祖楊清叔；祖楊均祥；父楊惟琛；母葛氏。慈侍下，妻陳氏，兄曰文；曰經。